# Collège Bart
Le Collège Bart est un établissement d’enseignement collégial privé situé dans la ville de Québec au Canada. On trouve en ses murs les locaux du Collège radio télévision de Québec (CRTQ).

## Histoire
Fondée en 1917 par le prêtre Jean-Baptiste Bart, un professeur venu de France au début du XXe siècle, l'institution a poursuivi sa destinée sous la direction du fils, Jean-Guy Bart, puis de Marjolaine Bart, actuelle Présidente du conseil d'administration et Directrice des services financiers. Nicolas Bellerose, en 1998, et Dominique Bellerose Bart, en 2013, se sont joints à l'équipe du Collège Bart, ce qui fait en sorte que quatre générations se sont succédé à la tête de l'établissement.
Le collège a pris naissance dans la résidence du fondateur au 34, rue Couillard, puis s'est déplacé sur la rue Richelieu. On a ensuite déménagé ses locaux sur la rue Saint-Jean, au-dessus du Capitole de Québec, pour parvenir finalement sur la Côte d'Abraham, l'emplacement actuel. D'abord école de langue et de formation de secrétariat bilingue, le Collège Bart est aujourd'hui une institution qui dispense des enseignements à la fine pointe des technologies actuelles. Le 8 novembre 2017, le Collège Bart a fêté ses 100 ans d'existence.

## Programmes offerts

### Programmes techniques - Diplôme d'études collégiales (DEC)
- Techniques juridiques (310.C0);

- Techniques de comptabilité et de gestion (410.B0);

- Gestion de commerces - spécialisation numérique (410.D0);

- Techniques de l'informatique - spécialisation en intelligence artificielle (420.B0);

- Graphisme + Motion Design (570.G0);

- Techniques d'animation 3D et de synthèse d'images (574.B0);

- Techniques de production et de postproduction télévisuelles – spécialisation en postproduction télévisuelle (589.AB).

### Programmes en formation continue - Attestation d'études collégiales (AEC)
- Techniques juridiques (JCA.0T);
- Commerce international (LCA.AS);
- Commerce numérique (LCA.F9);
- Comptabilité de gestion (LCA.7W);
- Bureautique (LCE.36);
- Bureautique et infographie (LCE.3L);
- Bureautique et médias sociaux (LCE.5Z);
- Graphisme cinétique (NTA.00);
- Photographie et création numérique (NTA.1Y);
- Production en divertissement interactif (NTL.2Q);
- Production 3D : Modélisation et coloration (NTL.10);
- Production 3D : Animation 3D (NTL.11);
- Animation 2D et 3D en nouveaux médias (NWE.1Z);
- Art de scène et nouveau média (NWE.20);
- Programmation et intégration en jeu vidéo (NWE.29);
- Cinéma et effets visuels (NWY.0Y);
- Marketing des médias sociaux (NWY.1N).

## La Grande Dictée du Collège Bart
Le Collège Bart convie ses étudiantes et ses étudiants à une dictée annuelle. Trois prix sont remis lors de la soirée du Gala Méritas : la prestigieuse Dictée d'or, la Dictée d'argent et la Dictée de bronze.
- La Grande Dictée du Collège Bart 2020 (6 mai) : thème du virus. Dictée d'or : Camille Ballou.
- La Grande Dictée du Collège Bart 2019 (1er mai) : thème des premiers pas sur la Lune (50e anniversaire). Dictée d'or : Alexandra Bastille-Lavoie.
- La Grande Dictée du Collège Bart 2018 (18 avril) : thème de la révolution d'Octobre. Dictée d'or : Alexandra Bastille-Lavoie.
- La Grande Dictée du Collège Bart 2017 (3 mai) : thème de la Seconde Guerre mondiale. Dictée d'or : Philippe Bélanger.
- La Grande Dictée du Collège Bart 2016 (21 avril) : extrait de la Chasse-galerie d'Honoré Beaugrand. Dictée d'or : Marie-Pier Lapointe.
- La Grande Dictée du Collège Bart 2015 (22 avril) : extraits de poèmes d'Émile Nelligan. Dictée d'or : Pierre Girard.
- La Grande Dictée du Collège Bart 2014 (16 avril) : extrait d'une nouvelle de Mireille Gagné. Dictée d'or : Sarah Loignon.
- La Grande Dictée du Collège Bart 2013 (17 avril) : extraits d'un roman, d'une pièce de théâtre et d'un poème de Anne Hébert. Dictée d'or : Caroline Gobeil.
- La Grande Dictée du Collège Bart 2012 (19 avril) : extrait d'un conte de Faucher de Saint-Maurice. Dictée d'or : Jennifer Huot.
- La Grande Dictée du Collège Bart 2011 (14 avril) : florilège d'extraits de contes de Pamphile Le May. Dictée d'or : Jennifer Huot.

## La Médaille académique du Gouverneur général[1]
Prix remis à l'étudiante ou l'étudiant ayant la meilleure moyenne générale dans le cadre d'un DEC.
- 2020 : Leslie Pelletier.
- 2019 : Estelle Fréchette.
- 2018 : Marie-Krista Labarre.
- 2017 : Laurianne Genest.
- 2016 : Daphnée Cloutier.
- 2015 : Caroline Gobeil.
- 2014 : Marianne Le Roy.
- 2013 : Frédérique Meunier.
- 2012 : Lorie Pépin.
- 2011 : Isabelle Pouliot.
- 2010 : Anne-Marie Beaulieu.
- 2009 : Véronique Allaire.
- 2008 : Karine Gagnon.
- 2007 : Véronique Aubé.
- 2006 : Sabrina Côté.
- 2005 : Sophie Drapeau.
- 2004 : Catherine Maltais.
- 2003 : Mélanie Petitclerc.
- 2002 : Catherine Sylvain.

## La Médaille du Collège Bart
Prix remis à l'étudiante ou l'étudiant ayant la meilleure moyenne générale dans le cadre d'une AEC.
- 2020 : Isabelle Piché.
- 2019 : Mathieu Fournier.
- 2018 : Catherine Deblois-Houde.
- 2017 : Raphaëlla Tanguay.
- 2016 : Florence Doyon.
- 2015 : Éric Langis.
- 2014 : Jean-Michaël Fortin.
- 2013 : Laurence Achi.
- 2012 : Jessy Bernier-Turbis.
- 2011 : Isabelle Dionne.
- 2010 : Mélanie Hénault.
- 2009 : Lori Anne Boutin.
- 2008 : Sandra Bélanger.
- 2007 : Marianne Bouchard.
- 2006 : Marie-France Perreault.
- 2005 : Cathy Lassiseraye.
- 2004 : Josée Barrette.
- 2003 : François Vachon.
- 2002 : Guylaine Martel.